# Distretto di Leewehpea-Mahn
Il distretto di Leewehpea-Mahn è un distretto della Liberia facente parte della contea di Nimba.